# Walter Dieckmann
Walter Dieckmann (Amburgo, 1869 – Monaco di Baviera, 1925) è stato un chimico tedesco.
Insegnante all'università di Monaco, compì interessanti ricerche di chimica organica, ma il suo nome è specialmente legato alla condensazione di Dieckmann.